# Parque Nacional do Ártico Russo
O Parque Nacional do Árctico Russo (em russo:  Национальный парк "Русская Арктика") é um parque nacional na Rússia, criado em Junho de 2009. Cobre uma grande e remota área do Oceano Árctico, a parte norte de Nova Zembla (Ilha Severny) e a Terra de Francisco José.

## Geografia
Em 2009, a área total do parque nacional totalizava 14 260 km², sendo 6320 km² em terra e 7940 km² no Oceano Árctico.
A área é o habitat natural para ursos polares e baleias-da-groenlândia. Este espaço também inclui uma das maiores colónias de aves do Hemisfério Norte, assim como áreas de nidificação e de criação de jovens de morsas e pinípedes. Além de o parque proteger vários habitats naturais, a área do parque também é importante devido à preservação da herança cultural relativa à história dos descobrimentos e da colonização da orla dos territórios do Árctico a partir do século XVI.

## História
O governo russo estabeleceu pela primeira vez um conceito do género no dia 23 de Abril de 1994, sob a denominação Área de Conservação da Terra de Francisco José. Planos para um parque nacional que cobriria a área norte de Nova Zembla e a Terra de Francisco José foram lançados por volta do ano 2000. Quando o Parque Nacional do Árctico Russo foi estabelecido no dia 15 de Junho de 2009, a Terra de Francisco José e a Ilha Victoria foram excluídos. Quando o novo parque foi anunciado, o então Primeiro-ministro da Rússia, Vladimir Putin, expressou as suas esperanças de que este parque pudesse ajudar no desenvolvimento do turismo naquela área. Putin visitou o arquipélago em 2010, descrevendo-o como uma "ponta de lixo gigante". Em 2011 o parque nacional foi alargado para incluir a Terra de Francisco José, numa manobra para aumentar o turismo no arquipélago. Em 2012, a Rússia deu início a um projecto de 1.5 biliões de rublos que levaria três anos, consistindo na limpeza da área para remover mais de 100 mil toneladas de lixo que se havia acumulado durante a era soviética. Este lixo incluía barris de produtos petrolíferos, antigos veículos, equipamentos militares, aeronaves, entre outros.

## Natureza
Este parque é actualmente considerado como um dos melhores parques e áreas protegidas para mamíferos marítimos da Rússia. A existência de um grande número de morsas e baleias-da-gronelandia na área faz com que o parque tenha um valor extraordinário em termos de vida animal.